# 北條氏繁
北條氏繁（1536年—1578年7月17日）是日本戰國時代至安土桃山時代的武將。後北條氏家臣。父親是北條綱成。母親是北條氏綱的女兒大頂院。

## 生平
在天文5年（1536年）出生，家中嫡男。仕於北條氏康，受氏康賜予偏諱（「康」字），改名為康成。後來，迎氏康的女兒七曲殿為妻。
天文23年（1554年），在加島之戰中，與松田憲秀、笠原康勝一同擔任先鋒，立下武功。在駿河國今川氏受甲斐國武田氏侵攻時，氏康出兵救援之際，在前線奪戰。永祿4年（1561年），在長尾景虎（後來的上杉謙信）侵攻關東地方時，堅守玉繩城（小田原城之戰）。永祿6年（1563年）至7年（1564年）間，在第二次國府台合戰中，與父親綱成和松田憲秀一同奇襲里見軍，大獲全勝。永祿12年（1569年），武田信玄進攻關東時，再次堅守玉繩城。另外，亦與白河結城氏和蘆名氏外交交渉。得到氏康深厚信任，負責下總國方面的軍權。
元龜2年（1571年）期間，因為父親綱成隱居，於是改名為氏繁並繼承家督。天正6年（1578年），在對佐竹氏的最前線下總飯沼城（逆井城）中病死。繼承人是嫡男氏舜。

## 人物、逸話
- 與父親綱成同樣武勇優秀，擔任玉繩城（日语：玉繩城）城主，後來亦被任命為岩槻城城代、鐮倉代官等。

- 在自己的印判上，刻有「顚趾利出否」一句，出自『易經』中的「鼎」卦，顯示自己的志向。

- 擅長繪畫，有『鷹圖』（個人藏）等作品留下。另外，亦被記述為飼育鷹的名人（『北條記』）。